# 菲利浦脂䲁
菲利浦脂䲁（學名：Labrisomus philippii），為輻鰭魚綱䲁形目脂䲁科脂䲁屬的一個種，分布於東南太平洋祕魯及智利海域，深度1至10公尺，本魚體壯，頭寬，吻鈍，眼大，前鼻孔有一簇6-12條觸鬚，每眼上方有一簇8-13條觸鬚，頸背兩側各有一排12-24條觸鬚，頭部觸鬚均短，延伸至背鰭，口大略斜，上顎中央有一排牙齒，上顎兩側各有一排牙齒，背鰭硬棘與鰭條之間有缺口，側線鱗70-74，雄魚體灰褐色，身體和頭部泛黃，虹膜亮藍色，吻部、頰部和唇部有小的黑色斑點和較大的亮藍色斑點，身體後2/3處散佈著藍色斑點；雌魚體淺褐色至綠至深褐色，身體有約5條寬闊而不規則的深色橫帶延伸至背鰭，橫帶上覆有排列規則的黑色斑點，身體和鰭有淺褐色和白色斑點，頭部淺棕褐色，頸背和上鰓蓋骨上有深色斑點，邊緣為紅褐色，吻部、頰部和上唇前部有密集的小深色斑點，下唇和上唇後半部有深色橫條，背鰭乳白色，有深色橫條，尾鰭淺色，有數條深色橫條，臀鰭沿其長度有淺色斑點，胸鰭基部乳白色，背鰭硬棘18-20枚、背鰭軟條13枚、臀鰭硬棘2枚、臀鰭軟條19枚，體長可達36.9公分，棲息在海藻生長的岩石區，生活習性不明，可做為食用魚。